# Taskin Ahmed
Taskin Ahmed Tazim (bengalisch তাসকিন আহমেদ তাজিম; * 3. April 1995 in Dhaka, Bangladesch) ist ein bangladeschischer Cricketspieler, der seit 2014 für die bangladeschische Nationalmannschaft spielt.

## Kindheit und Ausbildung
Ahmed war Teil der bangladeschischen U19-Nationalmannschaft und unternahm dabei unter anderem im Jahr 2012 eine Tour nach England.

## Aktive Karriere

### Anfänge in der Nationalmannschaft
Nachdem er bei der Bangladesh Premier League 2013/14 herausragte, verletzte er sich am Knie und viel fast ein Jahr aus. Ab Januar 2014 war er während seiner Rehabilitation regulärer Netz-Bowler des bangladeschischen Teams. Wieder fit, verpasste er zunächst die Nominierung für den ICC World Twenty20 2014. Nachdem sich jedoch im vorletzten Spiel Mashrafe Mortaza am Knie verletzt hatte, gab er im letzten Spiel sein Debüt in der Nationalmannschaft gegen Australien. Daraufhin verblieb er im Team, als die Mannschaft im Juni gegen Indien spielte und er erzielte bei seinem ODI-Debüt 5 Wickets für 28 Runs. Dennoch konnte er sich zunächst nicht fest im Team etablieren und zog sich im November eine Verletzung zu. Darum stand zunächst ein managen seiner Einsätze im Vordergrund. Dennoch wurde er für den Cricket World Cup 2015 nominiert. Dabei konnte er in den Gruppenspielen gegen Schottland 3 Wickets für 43 Runs erzielen. Im Viertelfinale gegen Indien erreichte er beim Ausscheiden seiner Mannschaft 3 Wickets für 69 Runs. Im Anschluss des Turniers erreichte er 3 Wickets für 42 Runs in der ODI-Serie gegen Pakistan. Im Sommer zog er sich dann wieder eine Knieverletzung zu und fiel für einige Wochen aus. Die Verletzungen hielten an, nachdem er mit einer Zerrung bei einer Tour des A-Teams in Indien verletzt ausscheiden musste.
Im Jahr 2016 kam er dann wieder zurück ins Team und war Teil des Teams beim ICC World Twenty20 2016. Dort wurde jedoch sein Bowling-Stil von Verantwortlichen des Weltverbandes gemeldet und so endete das Turnier für ihn frühzeitig. Daraufhin wurde er vom internationalen Cricket suspendiert. Es dauerte bis September, bis er nach einer Reevaluierung in Australien die Freigabe erhielt, wieder für Bangladesch spielen zu dürfen. Bei seiner Rückkehr erzielte er in der ODI-Serie gegen Afghanistan 4 Wickets für 59 Runs. Darauf folgte eine Tour gegen England, wobei er in den ODIs 3 Wickets für 47 Runs erreichte. Im Januar 2017 gab er dann in Neuseeland sein Debüt im Test-Cricket. Im März gelangen ihm in Sri Lanka 4 Wickets für 47 Runs in der ODI-Serie. Doch ab Oktober 2017 wurde er nicht mehr ins Team berufen und ab März 2018 viel er komplett aus dem Kader, nachdem er Form- und Fitnessschwierigkeiten hatte. Im Februar 2019 sah es so aus, als wenn er nach guten Leistungen in der Bangladesh Premier League 2018/19 stand er kurz vor seiner Rückkehr, zog sich dann jedoch eine Knöchelverletzung zu. In der kommenden Zeit war er immer am Rande der Nationalmannschaft, ihm gelang jedoch lange nicht der Sprung in den Kader. Erst ab Anfang 2021 kam er wieder zum Einsatz. Im April reiste er mit dem Team nach Sri Lanka und erzielte dort in der Test-Serie ein Mal vier (4/127) und ein Mal drei Wickets (3/112). Darauf folgte beim Gegenbesuch der sri-lankischen Mannschaft in der ODI-Serie 4 Wickets für 46 Runs.

### Feste Etablierung im Nationalteam
Im Juli 2021 erreichte er beim Test in Simbabwe 4 Wickets für 82 Runs und konnte ein Fifty über 75 Runs erzielen. Daraufhin wurde er für den ICC Men’s T20 World Cup 2021 nominiert. Hier erzielte er jeweils zwei Wickets gegen Papua-Neuguinea (2/12) und Südafrika (2/18). Im Januar gelangen ihm 3 Wickets für 36 Runs im ersten Test in Neuseeland, womit er half den ersten Sieg Bangladeschs in Neuseeland zu ermöglichen. Kurz darauf musste er wegen einer Rückenverletzung die Bangladesh Premier League frühzeitig abbrechen. In Südafrika erzielte er in der ODI-Serie im März dann zunächst 3 Wickets für 36 Runs, bevor ihm 5 Wickets für 35 Runs im letzten Spiel gelangen und er als Spieler des Spiels und der Serie ausgezeichnet wurde. Seine beste Leistung beim Asia Cup 2022 waren 2 Wickets für 24 Runs gegen Sri Lanka. Im Oktober reiste er dann für den ICC Men’s T20 World Cup 2022 nach Australien. Dort erzielte er gegen die Niederlande 4 Wickets für 25 Runs und gegen Simbabwe 3 Wickets für 19 Runs. In beiden Spielen wurde er als Spieler des Spiels ausgezeichnet.
Im März kam England nach Bangladesch, wo ihm drei Wickets (3/66) im dritten ODI gelangen. Gegen Irland folgten drei Wickets (3/26) in den ODIs und je ein Mal vier (4/16) und drei Wickets (3/27) in der Twenty20-Serie. Im Juni traf er mit dem Team auf Afghanistan, wo er im Test 4 Wickets für 37 Runs erzielte und in den Twenty20s 3 Wickets für 33 Runs. Beim Asia Cup 2023 erzielte er gegen Afghanistan vier (4/44) und gegen Sri Lanka drei (3/62) Wickets. Daraufhin wurde er für den Cricket World Cup 2023 nominiert, wo ihm als beste Leistung zwei Wickets (2/43) gegen die Niederlande gelangen. Im März 2024 gelangen ihm in der ODI-Serie gegen Sri Lanka zwei Mal drei Wickets (3/60 und 3/42). Zu Beginn der Saison 2024 konnte er gegen Simbabwe drei Wickets (3/14) in den Twenty20s erzielen und wurde als Spieler des Spiels ausgezeichnet. Jedoch verletzte er sich bei der Tour, so dass seine Teilnahme an der folgenden Weltmeisterschaft lange unklar blieb. Beim ICC Men’s T20 World Cup 2024 erreichte er dann gegen Sri lanka (2/25), Südafrika (2/19) und die Niederlande (2/30) je zwei Wickets.